# Токугава Иэцуна
Токугава Иэцуна (яп. 徳川家綱 7 сентября 1641 — 4 июня 1680) — 4-й сёгун Токугава. Правил с 1651 по 1680 год.

## Биография

#### Юность
Иэцуна был старшим сыном Токугава Иэмицу, внуком Токугава Хидэтада и правнуком Токугава Иэясу. Иэтсуна родился в 1641 году, в то время должность сёгуна занимал его отец Токугава Иэмицу, который провёл несколько антихристианских реформ после восстания в Симабаре в 1637 году. Иэцуна был хилым ребёнком со слабым здоровьем.

#### Начало правления. Регентство (1651—1663)
Токугава Иэмицу умер в начале 1651 года, в возрасте 47-ми лет. После его смерти династия Токугава оказалась в большой опасности. Во главе сёгуната встал 10-летний ребёнок сын бывшего сёгуна Токугава Иэцуна. Пока он не достиг совершеннолетия пять регентов правили от его лица, но тем не менее официально Иэцуна был главой правительства бакуфу. В число регентов входили Сакаи Тадакацу, Сакаи Тадакиё, Инаба Масанори, Мацудайра Нобуцуна (дальний родственник клана Токугава) и Хосина Масаюки (внебрачный сын Токугава Хидэтада).
Первое, что пришлось пережить молодому сёгуну, это восстание ронинов. Ещё в период правления его отца Токугава Иэмицу началось восстание под руководством Юй Сосецу и Марубаси Тюя. Эти два лидера хотели захватить Эдо, свергнуть сёгунат и казнить всех представителей рода Токугава вместе с придворными чиновниками. Сосецу был низкого происхождения, считая своим кумиром Хидэёси Тоётоми, он хотел повторить его путь из крестьян в руководители государства. Это восстание вошло в историю как Восстание Кэйан, но оно было жестоко подавленно регентами. Марубаси вместе со всей семьёй был казнён, а Сосецу, дабы не попасть в плен, сделал сэппуку.
В 1652 году около 800 ронинов попытались поднять восстание на острове Садо, но оно так же было подавленно. Остальное правление Иэцуны проходило относительно мирно.
В 1657 году, когда Иэцуне было около 20 лет, в Эдо произошёл ужасный пожар, который почти полностью уничтожил город. Потребовалось два года, чтобы полностью восстановить столицу. В 1659 году Иэцуна провёл официальное открытие отстроенного города.

#### Борьба в сёгунате (1663—1671)
В 1663 году закончилось регентство, но регенты не хотели оставлять власть и теперь стали советниками сёгуна Иэцуна. Главными советниками стали Хосина Масаюки, Итакура Сигэнори, Цутия Казунао, Кудзё Хироюки и Инаба Масанори. Хотя теперь Иэцуна правил самостоятельно советники (бывшие регенты) продолжали оказывать на него большое влияние.
В 1663 году Иэцуна издал закон о запрете дзюнси (ритуальное самоубийство самурая в случае смерти его хозяина).
В 1669 году вспыхнуло восстание айнов на острове Хокайдо.
В 1671 году сёгун вмешался в спор за преемственность в роде Датэ, дабы предотвратить гражданскую войну. На тот момент большинство советников либо умерли, либо были отправлены в отставку, и Иэцуна стал править самостоятельно.

#### Самостоятельное правление (1671—1680)
В 1679 году Токугава Иэцуна заболел, и начали обсуждать вопрос о наследовании поста сёгуна. Сакаи Тадакиё предложил на должность нового сёгуна сына императора Го-Сай, как это было во время сёгуната Камакура, когда сёгунами становились принцы, а реальная власть сосредотачивалась в руках рода Ходзё. Представители рода Токугава не согласились и избрали наследником младшего брата Иэцуны, даймё Татэбаяси-хана Токугава Цунаёси. 4 июня 1680 года Токугава Иэцуна умер и новым сёгуном стал Цунаёси. Хотя Иэцуна был способным лидером, во время его правления почти вся реальная власть находилась в руках регентов.
Токугава Иэцуна был похоронен на территории буддийского храма Канъэйдзи в Уэно (Эдо).